# Michèle Moretti
Michèle Moretti (* 15. März 1940 in Paris) ist eine französische Schauspielerin.

## Leben
Michèle Moretti wurde Anfang der 1960er Jahre als Theater- und Filmschauspielerin tätig.
Für ihre Rolle der „Madame Alvarez“ im Homosexualitäts-Drama Wilde Herzen wurde sie 1995 für einen César als César/Beste Nebendarstellerin nominiert.
Insgesamt wirkte sie in mehr als 130 Filmproduktionen in zahlreichen Nebenrollen mit.

## Filmografie (Auswahl)
- 1969: Amour Fou (L’Amour fou)
- 1971: Out 1: Noli me tangere
- 1972: Out 1: Spectre
- 1975: Erinnerungen aus Frankreich (Souvenirs d’en France)
- 1983: Tout le monde peut se tromper
- 1984: Das Flittchen (La garce)
- 1993: Meine liebste Jahreszeit (Ma saison préférée)
- 1994: Wilde Herzen (Les Roseaux sauvages)
- 1999: Superlove
- 2003: Après vous … Bitte nach Ihnen (Après vous)
- 2003: Wer tötete Bambi? (Qui a tué Bambi?)
- 2003: Liebe auf Französisch (7 ans de mariage)
- 2004: Schau mich an! (Comme une image)
- 2006: Agatha Christie: Einladung zum Mord (Petits meurtres en famille, Miniserie, 4 Folgen)
- 2008: Das Zeichen des Engels (L’empreinte de l’ange)
- 2010: Der Name der Leute (Le Nom des gens)
- 2011: Das Leben gehört uns (La guerre est déclarée)
- 2014: Der Hof zur Welt (Dans la cour)
- 2018: Die Kunst der Nächstenliebe (Les bonnes intentions)
- 2018: Ma reum
- 2021: Rose
- 2021–2022: HIP: Ermittlerin mit Mords-IQ (HPI: Haut Potentiel Intellectuel, Fernsehserie, 7 Folgen)